# Castriidinychus
Castriidinychus es una familia de ácaros perteneciente al orden Mesostigmata.

## Especies
- Castriidinychus Hirschmann, 1973
  - Castriidinychus anguinus Hirschmann, 1973
  - Castriidinychus baloghi Hirschmann, 1975
  - Castriidinychus castrii (Hirschmann, 1972)
  - Castriidinychus castriisimilis Hirschmann, 1973
  - Castriidinychus cribrarius (Berlese, 1888)
  - Castriidinychus dentatoides Hirschmann, 1973
  - Castriidinychus dentatus (Hirschmann, 1972)
  - Castriidinychus dictyoeides Hirschmann, 1973
  - Castriidinychus ditrichus (Hirschmann & Zirngiebl-Nicol, 1972)
  - Castriidinychus eupunctatosimilis Hirschmann, 1973
  - Castriidinychus eupunctatus Hirschmann, 1973
  - Castriidinychus flavooides Hirschmann, 1973
  - Castriidinychus flavus Hirschmann, 1973
  - Castriidinychus kaszabi Hirschmann, 1975
  - Castriidinychus maeandralis Hirschmann, 1973
  - Castriidinychus mahunkai Hirschmann, 1975
  - Castriidinychus marginalis (Hirschmann & Zirngiebl-Nicol, 1972)
  - Castriidinychus paucistructurus Hirschmann, 1973)
  - Castriidinychus similidentatus Hirschmann, 1973
  - Castriidinychus topali Hirschmann, 1973)